# Réserve indienne de Cheyenne River
Cheyenne River est une réserve indienne créée en 1889 lors du démantèlement de la Grande Réserve sioux, après la défaite du peuple Lakota lors de la série de guerres des années 1870.
À présent, la réserve couvre presque tout le comté de Dewey et de Ziebach dans le Dakota du Sud. La superficie totale de la réserve est de 11 051,447 km2 (4 266,987 sq mi), faisant d'elle la quatrième plus grande réserve indienne des États-Unis. La réserve a une population de 8 459 habitants en 2016 selon l'American Community Survey.

## Démographie
| Groupe            | Cheyenne River | Dakota du Sud | États-Unis |
| ----------------- | -------------- | ------------- | ---------- |
| Amérindiens       | 75,0           | 8,8           | 0,9        |
| Blancs            | 21,2           | 85,9          | 72,4       |
| Métis             | 3,4            | 2,1           | 2,9        |
| Latino-Américains | 2,3            | 2,7           | 16,7       |
| Autres            | 0,4            | 3,2           | 23,8       |
| Total             | 100            | 100           | 100        |

## Localités
- Blackfoot
- Bridger
- Dupree
- Cherry Creek
- Green Grass
- Iron Lightning
- Isabel
- La Plant
- North Bridger
- North Eagle Butte
- Red Scaffold
- Swiftbird
- Thunder Butte
- Timber Lake
- Whitehorse
- Bear Creek

## Sue
C'est dans cette réserve que la paléontologue américaine Sue Hendrickson découvrit un spécimen célèbre de Tyrannosaurus rex le 21 août 1990. Ce spécimen, répertorié sous le code FMNH PR2081 et surnommé « Sue », est le plus grand, le plus complet et le mieux préservé des fossiles de Tyrannosaurus rex jamais retrouvé.